# ژولین اسخپنس
ژولین اسخپنس (انگلیسی: Julien Schepens; ۱۹ دسامبر ۱۹۳۵ – ۱۶ اوت ۲۰۰۶) دوچرخه‌سوار اهل بلژیک بود.